# Junnojärvi
Junnojärvi är en sjö i Finland. Den ligger i kommunen Suomussalmi i landskapet Kajanaland, i den centrala delen av landet, 600 km norr om huvudstaden Helsingfors. Junnojärvi ligger 256,4 meter över havet. Den är 6,4 meter djup. Arean är 96,6 hektar och strandlinjen är 8,22 kilometer lång. Sjön  ingår i Ijo älvs huvudavrinningsområde. 